# 七海的堤可
《七海的堤可》（日语：七つの海のティコ）為日本動畫公司製作的《世界名作劇場》系列第20部的動畫作品。是世界名作劇場中獨創的作品，動畫原案人是廣尾明，沒有可參考的原作。自1994年1月16日播至同年1994年12月18日，全39集。

## 故事概要
母親很早就過世的主角少女，奈奈美，與海洋生物學者的父親，史考特與夥伴阿爾（阿爾馮索），還帶著朋友堤可這個殺人鯨沿著海洋調查船「佩佩倫奇諾號」一起生活，並在全世界各地旅行者。目的是尋找傳說的生物「光明鯨」，不過那卻是很難看的到的生物。喜好冒險的女大學生小姐，雪莉兒，史考特大學時學長的兒子，湯瑪斯與朋友的加入，為了尋找光明鯨，便向全世界的海洋展開冒險的旅程。
但是，要求尋找發光能源的組織「CMC」發現光明鯨有所謂電子能源反應的事情，而CMC他們捕獲了光明鯨，並且開始生態調查。但是不贊成人類為了追求技術進步，而要犧牲其他的生物的史考特，因而進入了CMC裡面。

## 登場人物與配音員陣容

### 佩佩倫奇諾號上的乘船員
奈奈美·辛普森（香港譯名：娜美）
配音員：林原惠；香港：林元春；台灣：林美秀／蕭秀玲（精華篇）
美國加利福尼亞州柏克萊出身的11歲少女，4歲的時候與父親一同在世界上旅行著。1982年4月14日生。美國人的父親與日本人的母親之間生下來的混血兒，名字由來是日文的「七大洋」。母親在她3歲的時候去世。與殺人鯨堤可是一體同心，可以憋氣5分鐘以上，並在水深100M以上的地方浮潛。頭髮是橘子色。有很好的食慾但是不懂得用餐禮儀，所以在吃飯的時候通常都是一場戰爭。
史考特·辛普森
配音員：池田秀一；香港：盧國權；
奈奈美的父親。是在美利堅合眾國的加利福尼亞的卡地夫出身，在加利福尼亞大學畢業後，進入海洋生物研究所，與夥伴們的研究背道而馳，離開了研究所。為了調查海洋，還有找出夢幻的光明鯨，與奈奈美還有阿爾他們一起乘著佩佩倫奇諾號在世界的海上旅行著。頭髮是深茶色，在下巴上留著鬍子。
阿爾馮索·安德烈蒂
配音員：緒方賢一
在歐洲的港口與史考特認識，之後成為了佩佩倫奇諾號的船員，是西西里島出身的男性。通稱：阿爾。除了船之外，對於機械工學與電氣工學方面的事物，非常得心應手，他開發了潛水球「烏賊球」。喜歡探索寶藏，在停留的時候在路邊賣螃蟹打算賺一筆錢，不過他平常總是失敗被奈奈美與史考特苦笑。對奶奶羅薩琳特面前毫無招架之力。
雪莉兒·克莉絲汀娜·梅爾維爾
配音員：水谷優子;台灣：詹雅菁／巫玉羚（精華篇）
梅爾維爾財團的獨生女，住在英國蘭開夏郡的大豪宅，現在她是英國肯福特大學的經濟學部的大學生。13歲時母親過世，現年18歲。她為了尋求冒險而搭上了佩佩倫奇諾號。是個任性剛強典型的大小姐，好奇心旺盛與行動力也是讓人出乎意料，對於火災與煮飯的事情她完全不行。好強的話比較多，對奈奈美來說就像是個親姊姊一樣，對奈奈美很嚴格，不過實際上她的性格是和善的。她有直升機和飛機的駕駛證照，不過她操縱是非常危險的，為此她使的直升機與飛機各有一架因她而墜毀。
湯瑪斯·李康特
配音員：松井摩味；香港：區瑞華；台灣：詹雅菁
李康特博士的兒子，美國出身的10歲少年。在巴哈馬遇到奈奈美他們。湯瑪斯在父母離婚後，與母親一同居住，之後發生總總原因，被李康特代為照顧。有個說謊與害羞的性格，他不喜歡父親的工作內容，所以與李康特博士分離，之後就和奈奈美他們一起做著冒險的事情。電腦操作方面非常擅長，也會製作遊戲。還有，他喜愛的機器從外觀來看好像是蘋果電腦制的Power Book。
詹姆斯·麥金泰爾
配音員：增岡弘
為梅爾維爾家服侍的管家。個性膽小希望雪莉兒回大學去唸書，不過之後和雪莉兒一起在佩佩倫奇諾號上旅行，對他來說非常重要的是英國紳士必備的1天六回的喝茶時間，不太喜歡法國製的。睡覺的時候會打呼。是個非常稱職的管家，不過在閒暇之虞他還會提出一些意見，雪莉兒暴走時勸說她等等。對日本鐵路的時間非常準時他非常的感動。

### 與CMC相關的人
李康特博士
配音員：納谷六朗
湯瑪斯的父親，史考特大學時代的學長，比史考特大2歲以上。研究方法與史考特是背道而馳的，為了尋找神秘的元素發光能源，雖然用的手法有點骯髒，但是他對於CMC的手段有些許的不贊同，他的態度與脾氣都很差，但他與史考特同樣都有作為研究人員的自尊心。
娜塔莉雅·克明斯卡亞·班納克斯
配音員：川島千代子
企圖謀取世界經濟的CMC的女幹部。為了尋找發光能源假裝支援著李康特，實際上是要利用發光能源企圖開發生物兵器的壞人。在世界名作劇場裡是很罕見的「不反省不改變的壞人，就這樣死去的反派角色」人，是唯一因為爆炸而死的登場角色（搭乘的直升機突然撞上調查基地爆炸而死）。
高盧瓦
配音員：山下啟介
CMC的成員。讓李康特博士是個說「無聊的男人」。為了得到發光能源，利用著李康特。
老人
配音員：渡部猛
住在北極附近的愛斯基摩的老人，是桃琵雅的爺爺。不幸的是當做傳家之寶的光明鯨的鬍子被CMC給搶走了。
桃琵雅
配音員：矢島晶子
老人的孫女6歲，一個愛斯基摩的小孩子。2年前目擊到光明鯨被關在發光的冰山裡，有一旁協助史考特他們。

### 與里約連結相關的人
古魯多
配音員：加藤治
在海豹的屍體內企圖隱藏槍械並走私的里約連結的老闆。
金屬克洛
配音員：鄉里大輔
企圖秘密走私的組織，里約連結的一員。右手是金屬製的尖銳的爪子的義肢。帶領著穿著黑衣服的部下們。
尼可羅
配音員：二又一成
克洛一幫的手下。
賽巴蒂安諾
配音員：江川央生
克洛一幫的手下。
魯道夫
配音員：田中和實
克洛一幫的手下。
安東尼奧
配音員：相澤正輝
克洛一幫的手下。
費南多
配音員：佐藤浩之
克洛一幫的手下。
理查
配音員：鹽屋翼
為了拍攝海洋生物在世界旅行的攝影記者。在里約熱內盧攝影時，在偶然間看到里約連結殺死海豹，並企圖秘密的走私槍械，偷偷追著里約連結的人們，但是他的鸚鵡不小心叫出「理查！」，結果里約連結發現了他，反而被追。
桑多斯
配音員：竹村拓
理察的朋友，在里約熱內盧當警官工作者。

### 塔夫特一家
喬治·塔夫特
配音員：石塚運昇
美國上院議員的大富豪。但是2年前在遊艇上遊玩的時候與帆船激烈猛撞，把瑪姬給害死，泰利變的不能走路。一直以來失去塔夫特家的牽絆，在瑟梅其斯號的航海最後打算離婚。不擅長游泳。
玫格·塔夫特
配音員：高島雅羅
喬治的妻子。2年前死去的瑪姬和奈奈美長的很相似，她與奈奈美在一起度過快樂的每一天。是個很溫柔的媽媽。但是只要想到自己的女兒，就會哭了起來。
泰利·塔夫特
配音員：冬馬由美
喬治與玫格的兒子，塔夫特家的長男。2年前在遊艇的事故中，雖然保住了性命，但是變的不能走路了。
瑪姬·塔夫特
配音員：笠原留美
喬治與玫格的女兒，塔夫特家的長女。泰利的雙胞胎妹妹。2年前在遊艇的事故中死去。與奈奈美的臉很相似。

### 在西西里島的人們
羅薩琳特
配音員：京田尚子
在阿爾的故鄉，西西里島居住者，阿爾的奶奶。在阿爾回來的時候，她是個很有精神的老婆婆。在料理方面非常擅長。
安利柯
配音員：島田敏
羅薩琳特的孫子，與阿爾是堂兄弟的關係。
路易吉
配音員：田口昂
住在西西里島的阿爾生長的故鄉的村長。但是在羅薩琳特老婆婆的面前毫無招架之力。
卡洛
配音員：中嶋聰彦
在阿爾居住的村子裡的男人。
卡洛的太太
配音員：上村典子
卡洛的妻子，在阿爾居住的村子裡的女人。
賽吉歐
配音員：平野正人
在阿爾居住的村子裡的人。
喬狄諾
配音員：西村知道
來到島上的拿坡里開發企業的現場負責人。對村子裡的人們說要改變現狀，就把土地的權利書拿出來，實際上是想要奪取村子來建設賭場與觀光勝地的壞人。
馬賽里尼
配音員：德丸完
拿坡里開發企業的董事長。原是紐約黑手黨的殺手，向西西里島的居民勸島，打算得到土地的權利書並來做狹持人質的目的壞人。

### 雪莉兒的家人與婚約者相關的人
梅爾維爾
配音員：阪脩
梅爾維爾財團的會長，雪莉兒的父親。妻子很早就過世了，是個溺愛孩子的類型的人，有點頑固，對於雪莉兒的未婚夫隨隨便便就決定了，不過在看穿菲利浦·比爾摩爾說謊的事情之後，也就清醒過來了。
蓋爾
配音員：石丸博也
在薩伊河的河畔旁的酒店與阿爾遇見的青少年。是個相當會拐騙的高手，因此阿爾被他欺騙了獎牌。不知道是好人還是壞人。不喜歡魚，不過堤可不是魚，而是哺乳類動物他也不喜歡。他是個花花公子，總是要逼迫雪莉兒和他結婚。
菲利浦·比爾摩爾
配音員：家中宏
畢業於著名的英國大學，成為梅爾維爾財團所有北海油田的負責人，也是梅爾維爾為雪莉兒挑選的未婚夫。但是，他漫不精心的管理，結果引發了油田事故。為此還將事故的意外推給了現場的部下，打算要欺騙梅爾維爾父女。但是他們卻在一瞬間就看穿是怎麼一回事了，不用說他與雪莉兒婚事還有後繼著的位置也就告吹了，結果他還被降職了。
高登
配音員：佐藤浩之
海底油田的作業員。為了上司菲利浦而要求說謊的可憐角色。
庫伯
配音員：幹本雄之
在海底油田事件爆發的時候出現的人。
安朱安
配音員：岸野幸正
科摩羅群島的酒店的老闆。告訴人情報的話是要用買的。與蓋爾是認識的。

### 在日本的人們
洋子·辛普森
配音員：藤井佳代子
奈奈美的母親。是在瀨戶內海的小島上出身，美國加利福尼亞大學留學的時候與史考特認識而結婚。但是，在奈奈美3歲的時候因為交通事故死了。
小渚
配音員：岡本麻彌
洋子的妹妹，奈奈美的阿姨。奈奈美他們到洋子生前的家來拜訪的時候照顧他們。對於沒有母親記憶的奈奈美覺得很可憐，就拿出奈奈美母親生前所拍的8釐米影片，讓她想著失去的母親。
外公
配音員：岸野一彦
奈奈美的外公，洋子與小渚的父親。只有在8釐米影片中登場的戴著眼鏡的人。
外婆
配音員：羽鳥靖子
奈奈美的外婆。同樣只在8釐米影片中登場。
警察
配音員：川津泰彦
阿爾他們等不到奈奈美與史考特回來時，遇見的巡邏員警，因為看他們很行跡可疑，就被他帶去問話了。

### 在新不列顛島的人們
班
配音員：山田恭子
被稱呼住在新不列顛島上的昆蟲博士的少年。
哈洛德
配音員：石川寬美
班的朋友。總是隨身攜帶照相機，喜歡拍昆蟲的照片。個性有點膽小。
丹尼爾
配音員：高戶靖廣
住在新不列顛島上的壞小子。有馬上就說謊的壞習慣。
基斯
配音員：田野惠
丹尼爾的朋友。
泰德
配音員：丸尾知子
丹尼爾的朋友。

### 在澳大利亞的人們
艾略特
配音員：堀之紀
澳大利亞的海洋研究所的所長。是史考特大學時代的朋友。
威廉
艾略特的兒子。
羅素
配音員：平尾仁彰
在澳大利亞遇見的人。
阿諾德
配音員：相澤正輝
在澳大利亞遇見的人。
康萊德
配音員：山野井仁
在澳大利亞遇見的人。
布萊德
配音員：長嶝高士
在澳大利亞遇見的人。
婦人
配音員：阿部道子
在澳大利亞遇見的婦人。

### 國際南極財團的人們
達姆
配音員：峰惠研
國際南極財團的雙胞胎教授之一。
迪
配音員：佐藤正治
國際南極財團的雙胞胎教授之一。
威爾克斯
配音員：澤木郁也
國際南極財團的觀測船船長。
庫里耶博士
配音員：新田三士郎
國際南極柴團的博士。微生物與基因工程的領域裡出類拔萃，但是那個能力被CMC收買，作為生物兵器開發，被提拔為國際南極財團的博士。

### 其他登場人物
史蒂芬
配音員：鹽屋浩三
史柯比歐號上的乘船者。
長老
配音員：北川米彦
常時間想要探求光明鯨的長老，總算讓他給遇見了。接下來奈奈美他們請長老，請教關於海與生命方面的知識。
李康特夫人
在第39話的最後一瞬間時登場。與丈夫李康特分居後，看在還年幼的孩子面上，想與丈夫重修舊好。

### 生物
堤可
全長有8尺長，體重7噸的巨型殺人鯨。推測年齡是18歲的雌性殺人鯨。史考特還在大學研究生的時候，幫助了年幼的堤可，不久後有一天奈奈美誕生了。奈奈美與牠是生命共同體一般。有著喜好惡作劇的個性，與佩佩倫奇諾號一起旅行。故事中間的時候生下了二世，不過在北極幫助阿爾的時候喪失了性命。
堤可二世
堤可的孩子。剛出生的時候被稱呼為「二世」（小堤可），一開始對奈奈美很冷淡，不過之後和奈奈美的感情越來越好。在母親堤可死亡後奈奈美就改稱呼牠為「堤可」，並繼承了母親的名字。牠與母親很相似，也很喜歡惡作劇。
光明鯨
史考特尋找7年的傳說中的鯨魚。這個光明鯨有出現電子能源的反應，CMC打算要捕捉牠。故事最後奈奈美說牠就好像神顯現一樣。
羅洛
配音員：山田恭子
理查所飼養的鸚鵡。只會說「理查！」這句話而已。
茲匹克
愛斯基摩人所飼養的哈士奇犬。能夠分辨的出來命令，以不輸給寒冷用強而有利的力氣拉雪橇，但平時與托比亞在一起。據說牠曾經背著4歲的的托比亞，在50哩（約80公里）的路上持續著來回走動。
黑猩猩
在薩伊的叢林裡登場。據湯瑪斯說野生的黑猩猩非常兇暴，還會咬死人類的孩子。
腔棘魚
被認為是活的化石。當然也有死的化石。據說從4億年前就開始生活著。
野狼
第31話在無人島上生活著。
大王烏賊
在科摩羅群島附近海域生活的發光怪物。會攻擊到附近的船隻。其體型也有大到10公尺以上的大王烏賊。
鯊魚
在舊金山灣突然出現的兇暴鯊魚。堤可與奈奈美在海灣外追蹤，第39話時再登場，此後成謎。

## 主題歌、插入歌
- 片頭曲『Sea loves you』（第1話~第39話）
  - 作詞：佐藤亞里須、歌：篠塚滿由美、作曲：清岡千穗、編曲：戶塚修
- 片尾曲『Twinkle Talk』（第1話~第39話）
  - 作詞：佐藤亞里須、歌：篠塚滿由美、作曲：清岡千穗、編曲：戶塚修
- 插入歌1『永遠 with you』
  - 作詞：佐藤亞里須、歌：林原惠、作曲：清岡千穗、編曲：戶塚修
- 插入歌2『海洋拉梅爾』
  - 作詞：佐藤亞里須、歌：筱塚滿由美、作曲：山川惠津子、編曲：山川惠津子
- 插入歌3『心情冀動的進行曲』
  - 作詞：佐藤亞里須、歌：林原惠、池田秀一、緒方賢一、水谷優子、松井摩味、增岡弘、作曲：清岡千穗、編曲：戶塚修
- 插入歌4『在海上相見』
  - 作詞：佐藤亞里須、歌：篠塚滿由美、作曲：清岡千穗、編曲：戶塚修
- 插入歌5『海洋是廣大的仙境』
  - 作詞：佐藤亞里須、歌：水谷優子、作曲：山川惠津子、編曲：山川惠津子
- 插入歌6『鞦韆之歌』
  - 作詞：松井亞彌、歌：林原惠、作曲：清岡千穗、編曲：戶塚修

## 標題播映表
| 話數 | 副標題                         | 播映日         | 腳本                       | 分鏡               | 演出              | 作畫監督     |
| ---- | ------------------------------ | -------------- | -------------------------- | ------------------ | ----------------- | ------------ |
| 1    | 帶著殺人鯨的少女，冒險家奈奈美 | 1994年1月16日  | 清山紀之                   | 高木淳             | 高木淳            | 大城勝       |
| 2    | 加勒比海盜把孩子當作目標！？   | 1994年1月30日  | 三井秀樹                   | 片淵須直           | 稻垣卓也          | 井上銳       |
| 3    | 大西洋的暴力集團來了！？       | 1994年2月6日   | 松井亞彌                   | 鈴木輪流郎         | 花井信也          | 五月女浩一朗 |
| 4    | 逃跑、逃跑，使勁的逃跑！！     | 1994年2月13日  | 三井秀樹                   | 楠葉宏三           | 稻垣卓也          | 大城勝       |
| 5    | 里約熱內盧是不夜城             | 1994年2月20日  | 三井秀樹                   | 楠葉宏三、稻垣卓也 | 楠葉宏三          | 佐藤好春     |
| 6    | 與白長鬚鯨相見的日子           | 1994年2月27日  | 青山紀之                   | 辻伸一             | 稻垣卓也          | 井上銳       |
| 7    | 大西洋底下，湯瑪斯孤獨一人     | 1994年3月6日   | 青山紀之                   | 辻伸一             | 花井信也          | 五月女浩一朗 |
| 8    | 薩伊河的沉船，祕寶之謎         | 1994年3月13日  | 三井秀樹                   | 知吹愛弓           | 稻垣卓也          | 大城勝       |
| 9    | 漂浮在虛幻地底湖的希望之船     | 1994年3月20日  | 松景亞彌                   | 楠葉宏三           | 楠葉宏三          | 佐藤好春     |
| 10   | 佩佩倫奇諾號在陸地上行走！     | 1994年4月17日  | 三井秀樹                   | 高木淳、楠葉宏三   | 楠葉宏三          | 井上銳       |
| 11   | 奈奈美公主，愛琴海的夢         | 1994年4月24日  | 松井亞彌                   | 辻伸一             | 花井信也          | 五月女浩一朗 |
| 12   | 另一個奈奈美與幸福的家族       | 1994年5月1日   | 松井亞彌                   | 辻伸一             | 稻垣卓也          | 大城勝       |
| 13   | 啊啊！湯瑪斯的人生中最壞的日子 | 1994年5月8日   | 三井秀樹                   | 知吹愛弓           | 楠葉宏三          | 佐藤好春     |
| 14   | 豪邁！西西里島阿爾的奶奶       | 1994年5月15日  | 松井亞彌                   | 片淵須直           | 楠葉宏三          | 井上銳       |
| 15   | 最佳的團結！空中飛舞的奈奈美   | 1994年5月22日  | 三井秀樹                   | 片淵須直           | 花井信也          | 五月女浩一朗 |
| 16   | 新夥伴！！堤可的小寶寶！       | 1994年5月29日  | 松井亞彌                   | 知吹愛弓           | 楠葉宏三          | 大城勝       |
| 17   | 加油！二世，最初的深呼吸！     | 1994年6月5日   | 池田真美子                 | 高木淳、楠葉宏三   | 藤本次朗 宮下新平 | 佐藤好春     |
| 18   | 咦！！雪莉兒小姐訂婚了！？     | 1994年6月12日  | 登戶徹                     | 辻伸一             | 楠葉宏三          | 井上銳       |
| 19   | 北海油田大恐慌，守護海鳥！     | 1994年6月19日  | 登戶徹                     | 知吹愛弓           | 花井信也          | 五月女浩一朗 |
| 20   | 二世討厭奈奈美！？             | 1994年6月26日  | 松井亞彌                   | 知吹愛弓           | 高木淳            | 大城勝       |
| 21   | 發光的冰山！北極海的極光傳說   | 1994年7月3日   | 三井秀樹                   | 片淵須直           | 藤本次朗 宮下新平 | 佐藤好春     |
| 22   | 冰之迷宮！被埋藏的時間         | 1994年7月17日  | 三井秀樹                   | 知吹愛弓           | 楠葉宏三          | 井上銳       |
| 23   | 永遠的再見了！堤可之死         | 1994年8月7日   | 登戶徹                     | 高木淳             | 高木淳            | 大城勝       |
| 24   | 生命繼承者，海上響起鯨魚之歌   | 1994年8月14日  | 松井亞彌                   | 楠葉宏三           | 楠葉宏三          | 佐藤好春     |
| 25   | 前往日本！尋找媽媽的回憶       | 1994年8月21日  | 三井秀樹                   | 知吹愛弓           | 花井信也          | 五月女浩一朗 |
| 26   | 可以見到媽媽！遙遠的夏日       | 1994年8月28日  | 松井亞彌                   | 楠葉宏三           | 宮下新平          | 井上銳       |
| 27   | 霧中的怪談！聖艾爾摩的幽靈船   | 1994年9月4日   | 登戶徹                     | 片淵須直           | 楠葉宏三          | 大城勝       |
| 28   | 烏賊球2號，往深海去！          | 1994年9月11日  | 三井秀樹                   | 辻伸一             | 藤本次朗          | 佐藤好春     |
| 29   | 奈奈美的冒險，蝴蝶飛舞的島嶼！ | 1994年9月18日  | 松井亞彌                   | 知吹愛弓           | 知吹愛弓          | 杉山東夜美   |
| 30   | 永遠的美麗到手，奇蹟的蛋       | 1994年10月16日 | 登戶徹                     | 楠葉宏三           | 楠葉宏三          | 井上銳       |
| 31   | 雪莉兒與史考特，無人島上的一夜 | 1994年10月23日 | 松井亞彌                   | 知吹愛弓           | 宮下新平          | 大城勝       |
| 32   | 前往腔棘魚的海域，發光怪物之謎 | 1994年10月30日 | 三井秀樹                   | 片淵須直           | 楠葉宏三          | 佐藤好春     |
| 33   | 史考特不回應！！惡魔棲息的海域 | 1994年11月6日  | 三井秀樹                   | 片淵須直           | 宮下新平          | 井上銳       |
| 34   | 揚帆！！光明鯨大追蹤           | 1994年11月13日 | 登戶徹                     | 加賀剛             | 高木淳            | 大城勝       |
| 35   | 最後的機會！爸爸的祈禱         | 1994年11月20日 | 松井亞彌                   | 知吹愛弓           | 知吹愛弓          | 杉山東夜美   |
| 36   | 光明鯨很危險，惡魔的衝擊！     | 1994年11月27日 | 三井秀樹                   | 片淵須直           | 宮下新平          | 井上銳       |
| 37   | 開始蠢動的野心，南極大陸的城堡 | 1994年12月4日  | 登戶徹                     | 加賀剛             | 加賀剛            | 大城勝       |
| 38   | 光明鯨的引導，鋼鐵城的最後     | 1994年12月11日 | 松井亞彌                   | 知吹愛弓           | 加賀剛            | 入好悟       |
| 39   | 踏上各自的旅程，永遠的光環     | 1994年12月18日 | 青山紀之 三井秀樹 松井亞彌 | 高木淳             | 高木淳            | 井上銳       |

## 外部連結
- 互联网电影数据库（IMDb）上《七海的堤可》的资料（英文）